# Koksilah River Park
Koksilah River Park är en park i Kanada.   Den ligger i provinsen British Columbia, i den sydvästra delen av landet, 3 600 km väster om huvudstaden Ottawa. Koksilah River Park ligger 168 meter över havet.
Terrängen runt Koksilah River Park är huvudsakligen kuperad. Koksilah River Park ligger nere i en dal. Närmaste större samhälle är Shawnigan Lake, 7,1 km öster om Koksilah River Park. 
I omgivningarna runt Koksilah River Park växer i huvudsak barrskog. Runt Koksilah River Park är det glesbefolkat, med 11 invånare per kvadratkilometer.